# Лоноу, Клаудия
Клаудия Лоноу (англ. Claudia Lonow, род. 26 января 1963) — американская актриса, сценарист и телевизионный продюсер.

## Ранние годы
Клаудия Лоноу родилась и выросла в Нью-Йорке. В 1979 году она дебютировала как актриса в эпизоде ситкома «Шоу Мэри Тайлер Мур», а позже в том же году получила роль Дианы Фэйргейт, дочери-подростка героини Мишель Ли
, в телесериале «Тихая пристань». Лоноу снималась в шоу с 1979 по 1984 год и вернулась в финальном сезоне в 1993 году. После ухода из «Тихой пристани» она в основном исполняла гостевые роли в таких сериалах как «Остров фантазий» и «Отель».

## Карьера
В начале девяностых Лоноу прекратила работать как актриса и переквалифицировалась в сценариста и продюсера. Её первым большим успехом стал комедийный сериал «Внезапное пробуждение» с Шерилин Фенн и Линн Редгрейв в главных ролях, выходивший на канале Showtime с 1998 по 2001 год. Лоноу была автором и одним из производителей сериала. Её следующий авторский проект, ситком «Хорошие девочки не…», продержался в эфире лишь один короткий сезон. С 2003 по 2006 год Лоноу была продюсером сериала «Клава, давай!», а также написала сценарий к нескольким эпизодам. Два следующих года она продюсировала очередной ситком под названием «Война в доме», а в 2008 драматический сериал «Кашемировая мафия». В 2009 году она создала ситком «Преднамеренная случайность» с Дженной Эльфман в главной роли, который был закрыт в следующем году. В 2011 году она была одним из продюсеров недолго просуществовавшего сериала «Секс по дружбе»
В 2012 году Клаудия Лоноу продала сразу два своих проекта каналу ABC. Первый из них это полуавтобиографический ситком «Как прожить с родителями всю оставшуюся жизнь» с Сарой Чок и Элизабет Перкинс, основанный на личной опыте Лоноу, а второй — Counter Culture. Counter Culture так и не получил зелёный свет на дальнейшее производство сериала из-за травмы исполнительницы одной из главных ролей — Дельты Бёрк, так и оставшись в стадии пилота, а «Как прожить с родителями всю оставшуюся жизнь» был заказан каналом для последующей трансляции.